# تانل پادار
تانل پادار (به انگلیسی: Tanel Padar) (زاده ۲۷ اکتبر ۱۹۸۰) خوانندهٔ اهل استونی است.
او در سال ۲۰۰۱ به ممراه دیو بنتون و تو ایکس ال از طرف کشور استونی در مسابقه یوروویژن شرکت کرد و برنده شد.